# Кампания на северо-восточном побережье (1676)
Кампания на северо-восточном побережье (англ. Northeast Coast campaign) — вооружённый конфликт между племенами абенаков и английскими колонистами, происходивший на территории современного американского штата Мэн в 1676 году. Конфликт был северным театром Войны Короля Филипа и первой войной между абенаками и англичанами. 

## История
В то время, как война на юге Новой Англии подходила к концу, на севере она вновь вспыхнула с новой силой. Возобновление конфликта было связано с войной на юге, поскольку беженцы из разных племён приносили с собой известия и желание отомстить колонистам, к тому же, у местных индейцев периодически случались и собственные стычки с поселенцами. 11 августа 1676 года отряд индейцев под предводительством вождя Саймона совершил рейд на город Фалмут. Абенаки зашли в дом Энтони Брэкета, забрали всё оружие и захватили англичан в плен. Затем они напали на соседние дома. К тому времени, когда они покинули Фалмут, им удалось убить или пленить 34 человека.
Через два дня небольшая группа воинов напала на дом Ричарда Хаммонда на восточном берегу реки Кеннебек. Абенаки убили Хаммонда и 15 членов его семьи. После этого воины разделились на две группы и одна  направилась к поселению Арроусик, где абенаки захватили и уничтожили торговый пост, принадлежавший капитанам Томасу Кларку и Томасу Лейку. Несколько недель спустя индейцы взяли гарнизон на острове Джуэлл-Айленд в заливе Каско. К концу месяца поселенцы почти полностью оставили Мэн к северу от Скарборо.
Когда на севере Новой Англии вновь разгорелась, власти Конфедерации Новой Англии послали солдат Ричарду Уолдрону, военному командующему в регионе, в том числе подразделение молящихся индейцев под командованием Бенджамина Чёрча. Уолдрон был одним из ведущих торговцев на северо-восточном побережье Новой Англии и хотя он говорил на абенакском языке и неплохо знал обычаи туземцев, его репутация обманщика индейцев была такова, что о ней помнили до середины девятнадцатого столетия. Получив особые полномочия от руководства колонии Массачусетского залива, он следовал тактике выжженной земли и редко отличал дружественных индейцев от враждебных. В начале сентября 1676 года около 400 индейцев, которые хотели избежать войны с англичанами, пришли к побережью и расположились лагерем близ реки Пискатакуа. Уолдрон получил приказ отыскать и захватить всех беженцев с юга, нашедших убежище среди абенаков. Пригласив некоторых индейцев на мирные переговоры, он с солдатами захватил их и отослал в Бостон, где часть из них казнили, а остальных продали в рабство, включая тех, чьи родственники воевали на стороне англичан.
Абенаки продолжили свои набеги на поселения колонистов. 12 октября Магг Хегон со своими воинами захватил гарнизон Блэк-Пойнт. После этого он и его союзник, вождь племени пенобскот Мадокавандо надеялись заключить мир с англичанами, поскольку их почти не осталось на землях абенаков. В ноябре Магг Хегон и Мадокавандо сели на английский корабль и отправились в Бостон для переговоров. Власти колоний верили, что ведущие вожди индейцев севера Новой Англии могут распоряжаться всеми воинами абенаков подобно некоему европейскому королю. Англичане настаивали на очень жёстких условиях, включая репарации за нанесённый имуществу поселенцев ущерб, и возвращение всех пленников, многих из которых удерживали племена, не подчиняющиеся власти обоих вождей. Освободить всех пленных колонистов не удалось и война продолжилась в следующем году.